# Rossel (Windeck)
Rossel ist ein Ortsteil der Gemeinde Windeck im Rhein-Sieg-Kreis.

## Lage
Rossel liegt an der Sieg. Der Ort ist über die Landesstraße 333 und mit den Linien S 12 und S 19 über die Siegstrecke erreichbar. Mit Rossel verwachsen, aber durch die Kreisstraße 55 getrennt, ist der Ortsteil Wilberhofen.

## Geschichte
Erstmals urkundlich erwähnt wurde Rossel 1582 als Rossawell.
Das Dorf gehörte zum Kirchspiel Dattenfeld und zeitweise zur Gemeinde Dattenfeld.
1830 hatte der Weiler 116 Bewohner.
1845 hatte der Ort 148 Einwohner in dreißig Häusern.
1888 hatte Rossel 156 Bewohner in 30 Häusern.

## Dorffeste
- Sankt Martin (Rossel-Wilberhofen)
- Maifest (Maiverein Rossel/Wilberhofen)

## Schulen
- Kindergarten Mollyland
- Förderschule Rossel